# 旅程 (蔡依林歌曲)
〈旅程〉（英語：Journey）是臺灣歌手蔡依林的歌曲。該歌曲由嚴云農作詞、Jaakko Salovaara、Park Geun-tae和Nalle Ahlstedt作曲、林邁可製作。該歌曲為水晶品牌施華洛世奇「時尚音樂之旅」活動主題曲，於2013年9月11日發行由華納音樂和天熹娛樂以單曲形式發行。

## 背景和發行
2013年9月11日，蔡依林擔任水晶品牌施華洛世奇「時尚音樂之旅」活動代言人，同日發行單曲〈旅程〉作為該活動主題曲。
施華洛世奇大中華區水晶精品部高級銷售和營運副總裁龐智鋒表示，品牌希望透過音樂及蔡依林在時尚造型和流行音樂上的影響力，傳達流行趨勢和商品資訊。

## 創作和錄製
該歌曲於2013年7月在英國倫敦錄製完成。蔡依林表示歌詞貼近當代年輕人心境，認為「透過旅程去尋找自我，唱的就是這樣一種尋找的過程」，「不管是外在還是內在的尋找，都很重要。」

## 音樂影片

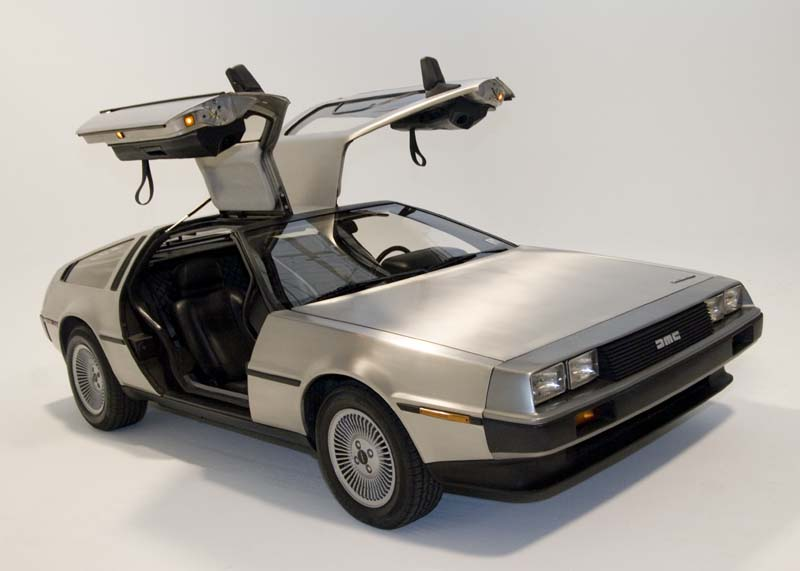
德羅寧DMC-12跑車為MV中的拍攝道具之一。

2013年9月17日，蔡依林發布該歌曲的MV，由比爾賈執導。蔡依林在MV中穿著九套服裝，施華洛世奇提供上百件水晶配飾，並租借電影《回到未來》中的德羅寧DMC-12跑車協助拍攝。
施華洛世奇水晶精品部創作總監娜塔妮·歌蓮表示，蔡依林的百變時尚形象和施華洛世奇首飾的創新風格相符，本季推出的大型首飾、手鐲及胸針等皆透過蔡依林在影片中的造型呈現。

## 商業表現
該歌曲獲得2013年臺灣Hit FM年度百首單曲第15名。

## 曲目
數位下載、串流媒體
1. 〈旅程〉——3:34

宣傳CD+DVD
1. 〈旅程〉——3:34
2. 〈旅程〉MV——3:36

## 發行歷史
| 地區 | 日期          | 格式              | 經銷商   |
| ---- | ------------- | ----------------- | -------- |
| 全球 | 2013年9月11日 | 數位下載 串流媒體 | 天熹娛樂 |
| 臺灣 | 2013年9月11日 | 電台播放          | 華納音樂 |